# Гуртифель Петро Власович
Петро Власович Гурти́фель (дати народження і смерті невідомі) — український майстер золотих і діамантових справ, гравер і фініфтяр XVIII, початку XIX століття. Німець за походженням.
Працював у Києві. На замовлення Києво-Печерської лаври виготовив:
- срібний кіот і золота шата на ікону «Успіння» (1800);
- панагію з 752 коштовними каменями (1801);
- срібний позолочений хрест із смарагдом (1801);
- золоті з коштовними каменями орден Андрія Первозванного і хрест (1802);
- золотий архієрейський хрест (1803).

Твори майстра не збереглися.